# 埃雷
埃雷（法語：Herré，法語發音：[ɛʁe]）是法国朗德省的一个市镇，属于蒙德马桑区。

## 地理
埃雷（44°0'28"N, 0°1'30"W）面积23.14 平方千米，位于法国新阿基坦大区朗德省，该省份为法国西南部沿海省份，是法國本土面积第二大的省，北起吉倫特省，西临大西洋，南至大西洋比利牛斯省，东临热尔省，东北与洛特-加龍省接壤。
与埃雷接壤的市镇（或旧市镇、城区）包括：克雷翁达尔马尼亚克、埃斯卡朗、埃斯蒂加尔德、加巴雷、洛斯、兰贝兹和博迪耶茨。

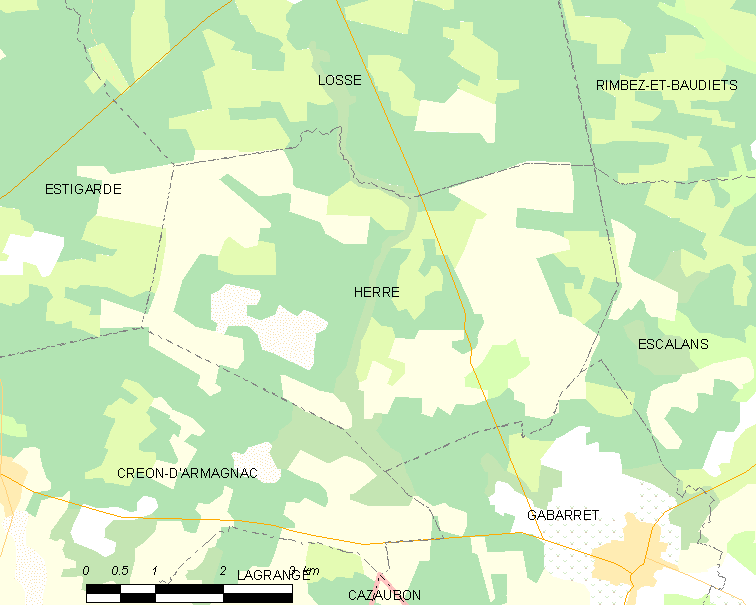
埃雷的OSM定位图

埃雷的时区为UTC+01:00、UTC+02:00（夏令时）。

## 行政
埃雷的邮政编码为40310，INSEE市镇编码为40124。

## 政治
埃雷所属的省级选区为上朗德-阿马尼亚克县。

## 人口

1962-2008年间埃雷人口变化图示

埃雷于2022年1月1日时的人口数量为141人。